# Come to Daddy (песня)
«Come to Daddy» — песня Aphex Twin, выпущенная в 1997 году на лейбле Warp Records. Ее видеоклип занял первое место в списке лучших клипов 1990-х годов по версии Pitchfork. Песня достигла 10-го места в датском чарте синглов и 36-го места в британском чарте.

## Видеоклип
В клипе на песню "Come to Daddy", снятом Крисом Каннингемом, пожилая женщина выгуливает собаку в промышленной обстановке. Собака мочится на заброшенный телевизор, который оживает, и его экран начинает показывать искаженное изображение Ричарда Д. Джеймса, который поет. Появляется группа ухмыляющихся детей, которые заполоняют заброшенные здания и преследуют мужчину в машине.
В конце худой мужчина выходит из телевизора и собирает детей вокруг себя.